# Supercup
Supercup är en sportbenämning, främst men ej exklusivt, inom fotboll. En supercup spelas främst mellan två lag som är regerande mästare inom två eller fler olika mästerskap. På nationell nivå spelas en supercup oftast mellan segraren av landets högstaliga, och segraren av den nationella cupen. Det finns även internationella supercuper, såsom Uefa Super Cup som avgörs mellan segraren av Uefa Champions League och segraren av Uefa Europa League.
Fifa Confederations Cup är ingen officiell supercup då värdnationen för nästkommande världsmästerskap deltar, men kan dock räknas in under denna titel då de deltagande lagen är regerande världs- och konfederationsmästare.